# هيلين فيكتوريا موردكوفيتش
هيلين فيكتوريا موردكوفيتش (بالإنجليزية: Hélène Viannay)‏ (12 يوليو 1917 في باريس - 25 ديسمبر 2006 في باريس) مُدرسة، وعضوة في المقاومة الفرنسية من فرنسا.

## الجوائز
- وسام جوقة الشرف من رتبة قائد
- صليب الحرب 1939-1945 (فرنسا)
- ميدالية المقاومة  [لغات أخرى]‏
- وسام جوقة الشرف من رتبة ضابط أكبر